# Mosquée Fenari Isa

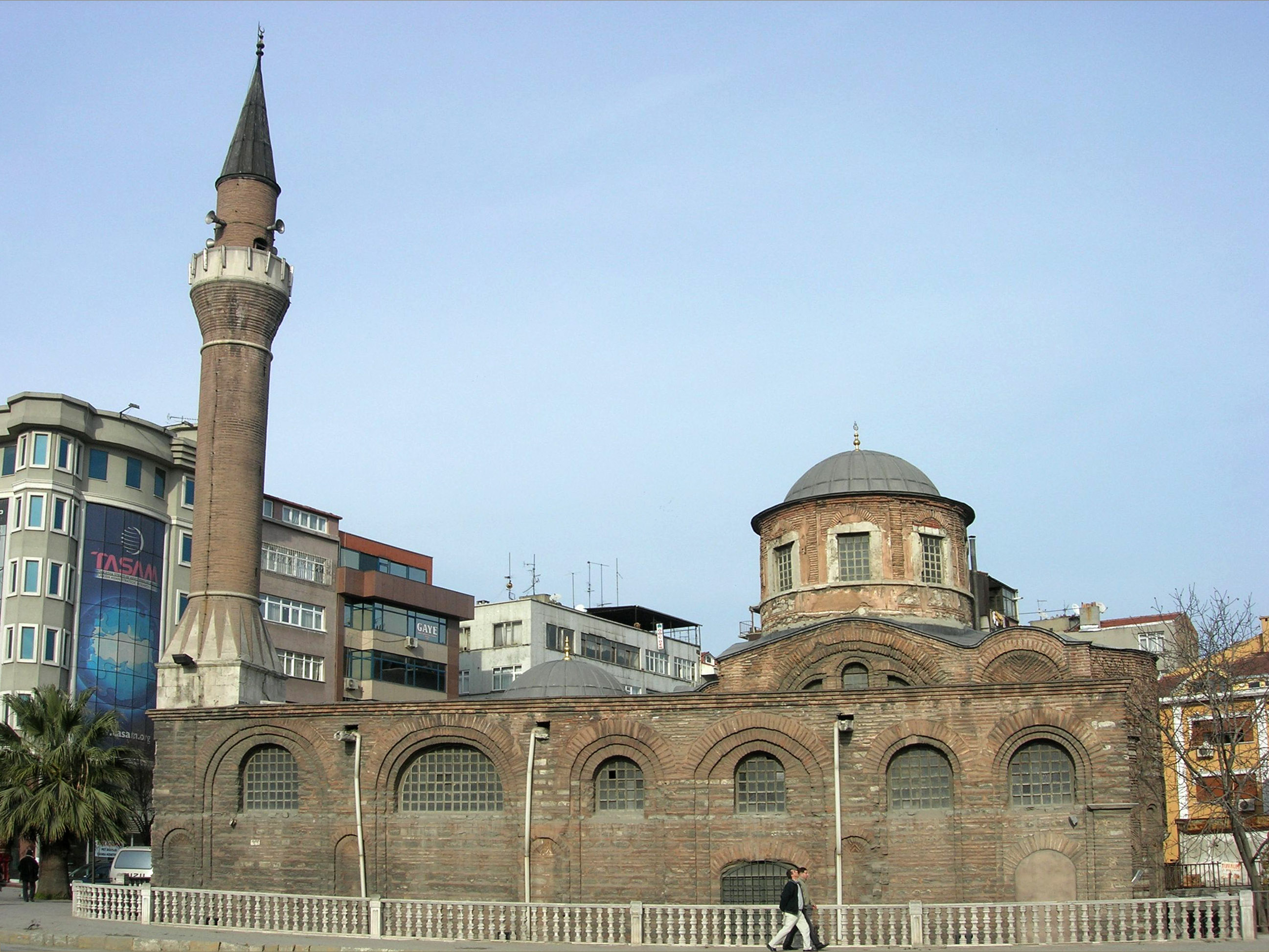
L’ancienne église du monastère Lips de Constantinople (aujourd’hui mosquée Fenari İsa) vue du côté sud (photo 2007).

La mosquée Fenari Isa (en turc : Molla Fenâri Îsâ Câmîi), connue à l’époque byzantine sous le nom de monastère de Lips (en grec :  Μονή του Λιβός), est une mosquée d’Istanbul regroupant deux anciennes églises orthodoxes grecques, construites côte à côte et réunies sous un même toit, appelées respectivement « église nord » et « église sud ».

## Situation géographique
Le complexe est situé dans le quartier Fatih  d’Istanbul sur l’avenue Adnan Menderes.

## Histoire

### Période byzantine

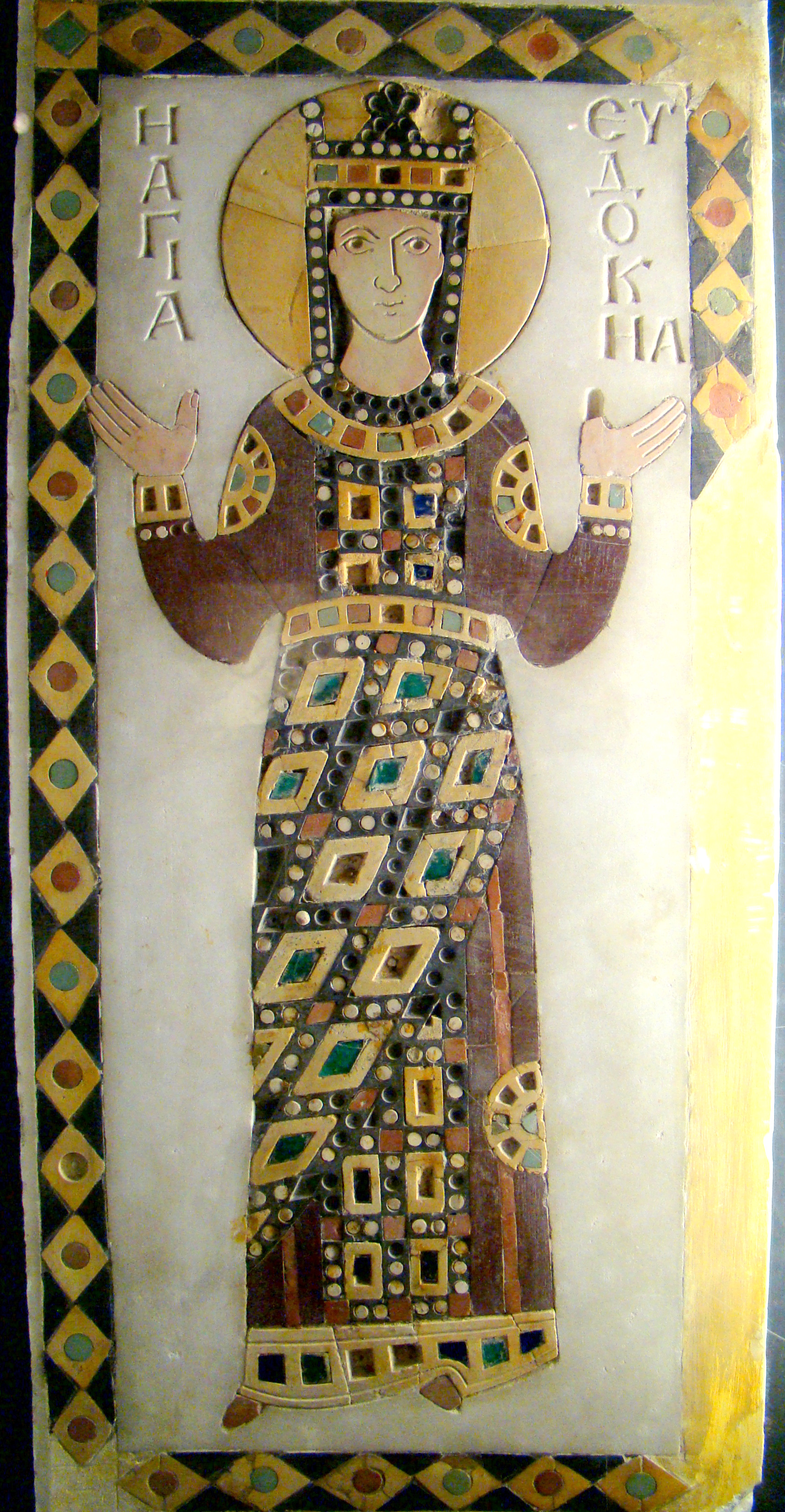
Pierre incrustée sur marbre représentant l’impératrice Aelia Eudoxia, X ou XI, autrefois dans l’église, maintenant au Musée archéologique d’Istanbul.

Le couvent originel fut inauguré en 907/908 par son fondateur, l’amiral Constantin Lips  en présence de l’empereur Léon VI le Sage (r. 886 – 912),. Dédié à Marie Theotokos Panachrantos (« Mère immaculée de Dieu »), il était situé à un endroit appelé « Merdosangaris » (en grec : Μερδοσαγγάρης c.a.d. Homme de solitude)) dans la vallée de la Lycus (la rivière de Constantinople). Le couvent était aussi connu par le nom de son fondateur (Monè tou Libos) et devint l’un des plus importants de Constantinople.
L’église du couvent était bâtie sur les fondations d’un ancien sanctuaire construit au VIe siècle; on réutilisa les pierres tombales d’un ancien cimetière romain et on entreposa les reliques de sainte Irène l'Athénienne dans l’église. Cette église est généralement appelée « église nord ».
On ignore si le couvent était encore utilisé au début du XIIIe siècle. Chose certaine toutefois, il fut abandonné pendant l’occupation latine de Constantinople en 1204 et était en ruines lors de la reconquête de Constantinople par Michel VIII Paléologue (r. 1259 – 1282) en 1261. Entre 1286 et 1304, l'impératrice Theodora, veuve de Michel VIII, décida de restaurer le couvent qui était probablement abandonné. D’après le *typikon réglant la vie du couvent, celui-ci devait abriter une cinquantaine de religieuses,; au couvent des sœurs s’ajoutait un * xenon  pour femmes pouvant accueillir quinze personnes.Plutôt que de construire une nouvelle église qui serait dédiée à saint Jean-Baptiste (Eκκλησία του Αγίου Ιωάννου Προδρόμου του Λίβος), on laissa intacte l’église de Constantin Lips, mais on y adossa une nouvelle structure, plus large que la première. Cette deuxième église est généralement appelée « église sud ». Au cours du XIVe siècle on ajouta à l’église un *esonarthex et un *parecclesion. Vu de l’extérieur, l’ensemble se présente comme une unique église à cinq *dômes, tout comme la Nea Ekklesia construite vingt-sept ans auparavant. Un autre trait commun aux deux églises est la multiplication des chapelles. La Nea Ekklesia était consacrée au Christ, à la Vierge, aux archanges Michel et Gabriel, à Élie et à saint Nicolas. La décoration intérieure de l’une et l’autre était d’une richesse et d’une qualité exceptionnelle.

### Période ottomane
Peu après la chute de Constantinople pendant le règne de Beyazid II (r. 1481 – 1512), soit vers 1497, l’église sud fut transformée en *mescit  par le haut-dignitaire Fenarizade Alâeddin Ali ben Yusuf Effendi, *qadi 'asker  de Rumeli, et neveu du molla Şemseddin Fenari dont la famille appartenait à la caste religieuse des *ulema. Il fit ajouter un *minaret à l’angle sud-est et un *mihrab dans l’abside. L’un des principaux enseignants de la *madrasah étant appelé Îsa (Jésus en arabe et en turc), son nom fut incorporé dans celui de la mosquée. L’édifice fut la proie des flammes en 1633 et restauré en 1636 par le grand vizir Bayram Pasha lequel éleva l’édifice au rang de cami (mosquée), alors que l’église nord était convertie en *tekke. Pendant les travaux, on substitua des *piles aux colonnes de l’église nord, les deux dômes furent restaurés et la décoration de mosaïque à l’intérieur fut enlevée. Un nouvel incendie se déclara en 1782  dont les dommages ne furent réparés qu’en 1847-1848. À cette occasion des *piles furent également substitués aux colonnes de l’église sud et les balustrades-parapets du narthex furent enlevées. Après un troisième incendie en 1918  l’édifice fut simplement abandonné.
Au cours d’excavations en 1929, vingt-deux sarcophages furent découverts. De 1970 à 1980, la Byzantine Society of America entreprit des travaux de réfection de l’ensemble, lequel est maintenant rouvert et utilisé comme mosquée.

## Architecture et décoration

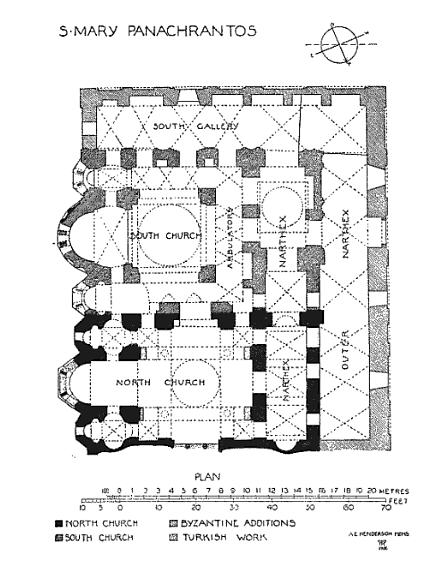
Le plan de la mosquée Fenari Isa à Istanbul.

### Organisation générale

#### Église nord
Tout comme la Nea Ekklesia, l’église nord fut l’une des toutes premières à être construite sur un plan *« à croix-inscrite » à Constantinople. Au cours de la période ottomane, les quatre colonnes centrales furent remplacées par deux arcs en pointe qui s’étendent sur toute l’église.
La dimension de cette église est relativement petite : le *naos a 13 mètres de longueur et 9,5 mètres de largeur ce qui suffisait aux besoins des habitants du couvent à l’époque. La maçonnerie alterne des rangs de briques et des rangs de petites pierres brutes. Dans cette technique, typique de l’architecture byzantine du Xe siècle, les briques reposent sur un  épais lit de mortier. L’édifice est surmonté d’un *dôme ottoman percé de huit fenêtres.
L’édifice comporte trois *absides élevées : celle du centre est polygonale; les deux autres servaient de *pastophoria :  *prothesis et *diakonikon.
Les absides sont séparées par des fenêtres à *lancette simple ou triple. Les murs des bras du *naos sont percés de deux rangées de fenêtres : les rangées du bas sont faites de triplets de *lancettes alors que celle du haut sont de forme semi-circulaire. Deux *parecclesions allongés se terminant chacun par une abside surbaissée flanquent le *presbytère du *naos. Les *baies centrales et d’angles sont très élancées. Aux quatre extrémités de l’édifice se trouvent quatre petites chapelles, chacune surmontée d’une *coupole.
On retrouve dans la base de trois des quatre colonnes de la baie centrale certains éléments de la décoration originelle ainsi que sur les piliers des fenêtres et le pourtour du *dôme. Cette décoration consistait essentiellement en plaques de marbre et en tuiles colorées : les voutes sont décorées de mosaïques dont seuls quelques motifs sont encore visibles. Il est intéressant de noter qu’une bonne partie du marbre utilisé est constitué de spolia, pierres tombales provenant d’un cimetière romain de l’époque tardive situé à Cyzique; de même les principaux éléments sculptés semblent également être des spolia.
Vue dans son ensemble, l’église nord présente des analogies certaines avec l’église du Myrelaion (grec : Eκκλησία του Μυρελαίου), devenue la mosquée Bodrum.

#### Église sud
L’église sud est constituée par une unique salle carrée de type « ambulatoire », c’est-à-dire que le dôme est supporté par quatre piliers et qu’entre chaque paire de piliers deux colonnes ont été insérées; de la sorte, les bas-côtés ou *collatéraux et la partie ouest de l’église forment un passage vouté continu. Le *déambulatoire nord est en fait le *parecclesion sud de l’église nord. La multiplication des espaces autour de la partie centrale de l’église est typique de l’architecture paléologienne tardive. La raison en était la nécessité d’avoir suffisamment d’espace pour les tombes, les monuments érigés en l’honneur des bienfaiteurs de l’église, etc.. L’espace central est séparé des *collatéraux par une triple *arcade. Au cours de la messe, les fidèles devaient se tenir dans les *déambulatoires, étroits et sombres, où ils pouvaient à peine apercevoir ce qui se passait au centre de l’église.
La maçonnerie est composée de couches alternées de briques et de pierres, caractéristiques de l’architecture byzantine tardive à Constantinople.
La luxueuse décoration de l’église sud et des principales *absides est faite de trois successions de *niches, celle du milieu alternant avec de triples fenêtres. Les briques sont disposées de façon à former des motifs tels arches, crochets, *grecques, *croix solaires, *swastikas, et éventails. Entre ces motifs, on trouve des bandes blanches et rouges foncées alternant une rangée de pierre avec de deux à cinq rangées de briques. Pour la première fois apparait cet élément décoratif qui deviendra très populaire dans l’architecture paléologienne.
L’église possède un *exonarthex surmonté d’une galerie qui s’étend pour rejoindre l’église du nord. Le *parecclesion a été érigé le long du mur sud de l’église sud et est connecté à l’ *esonarthex de telle sorte que l’espace englobe l’ensemble du complexe sur les côtés ouest et sud.
On y retrouve de nombreux sarcophages et l’église sud constitue un excellent exemple de la place importante réservée dans l’architecture des églises de l’ère des Paléologue aux sépultures : le long des murs, dans des chapelles et *déambulatoires spécialement conçus à cet effet où des arcs surplombent des sarcophages ou des portraits des défunts auxquels s’ajoutent des épitaphes célébrant la haute naissance et les exploits des familles Paléologue, Cantacuzène et Doukai. Plusieurs membres de la famille Paléologue sont inhumés dans l’église sud. Outre Théodora, on y trouve son fils, Constantin, l’impératrice Irène de Montferrat et son époux l’empereur Andronic II (r. 1282 -1328). La tradition d’utiliser l’église comme chapelle funéraire se poursuivit au XVe siècle alors qu’y fut inhumée en 1417 la première épouse de l’empereur Jean VIII Paléologue (r. 1425 – 1448), Anne,. Il n’est pas impossible que l’église ait continué à servir de lieu d’inhumation après 1453.

## Glossaire[N 5]

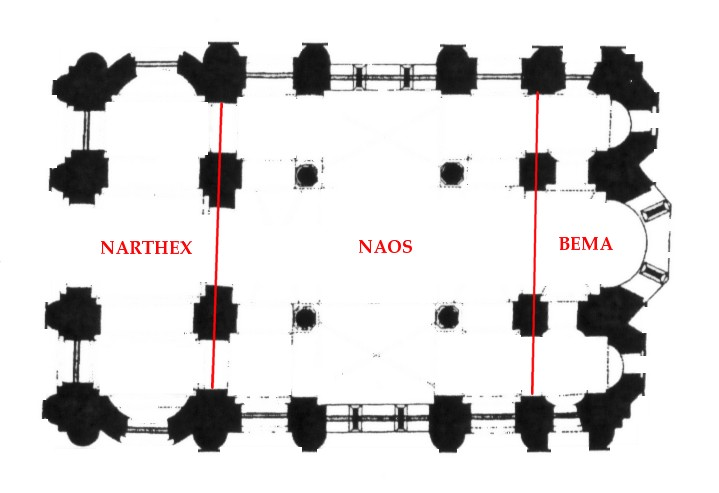
Plan d’une église à croix-inscrite.

- Abside : partie saillante en demi-cercle d’une église qui termine le chœur.
- Arcade : Ouverture pratiquée sous un arc dans un mur.
- Baie : Vide béant pratiqué dans un mur pour servir de porte ou de fenêtre.
- Collatéral (autrefois « bas-côté ») : vaisseau situé de part et d'autre du vaisseau central; il peut exister plusieurs collatéraux d'un même côté : on les compte alors à partir du vaisseau central (premier, deuxième collatéral, etc.).
- Coupole : voûte hémisphérique, de profil semi-circulaire, elliptique ou polygonal, parfois exhaussée par un tambour et supportant un dôme.
- Croix solaire : croix inscrite dans un cercle plat.
- Déambulatoire : bas-côté faisant le tour du chœur.
- Diakonikon (ou diaconicon) : nom donné à une sale située au sud de l’abside centrale de l’église où sont conservés les vêtements, livres, etc. utilisés pendant le service divin (voir aussi prothesis).
- Dôme : voir coupole.
- Église à croix-inscrite : plan d’église centré autour d'un naos divisé en neuf baies par quatre colonnes de pierre, la baie centrale étant généralement plus grande que les huit autres et couronnée par un dôme.
- Esonarthex : dans l’architecture byzantine, certaines églises ont un narthex en deux parties divisées nettement : le narthex intérieur ou esonarthex et le narthex extérieur ou exonarthex précédant l'atrium.
- Grecque : motif ornemental antique formé d'une ligne droite brisée effectuant des retours en arrière et constituant une bande.
- Lancette : Baie étroite formée d’un arc en tiers-point surhaussé qui la fait ressembler à un fer de lance.
- Madrasah : université théologique musulmane.
- Mescit : petite mosquée.
- Mihrab : niche qui indique la direction de la kaaba à La Mecque vers où se tournent les musulmans pendant la prière.
- Minaret : élément architectural des mosquées, généralement une tour élevée dépassant tous les autres bâtiments, servant au muezzin pour les cinq appels quotidiens à la prière.
- Naos : Nef dans une église grecque.
- Niche : Enfoncement pratiqué dans l’épaisseur d’un mur afin de pouvoir y placer un groupe, une statue ou tout autre objet dans un but décoratif.
- Parecclesion ou parekklesion (en grec : παρεκκλήσιον/chapelle): type de chapelle latérale que l’on trouve dans l’architecture des églises byzantines.
- Pastophoria : petite chambre située près de l’abside qui sert de diakonikon ou de prothesis.
- Pile : pilier massif, telle celle d’un pont qui soutient une arche.
- Presbytère : Partie de l’ancienne basilique qui était réservée au clergé; elle était dessinée en forme d’*abside et voutée en cul-de-four.
- Prothesis : nom donné à une sale située au nord de l’abside centrale de l’église où sont préparés le pain et le vin utilisés pendant le service divin; voir aussi diakonikon).
- Qadi ‘asker  (litt : Armée-juge) : magistrat militaire suprême de l’armée ottomane et l’un des plus importants personnages de l’Empire ottoman.
- Swastika : croix composée de quatre potences prenant la forme d'un gamma grec en capitale (Γ), d'où le nom de croix gammée qui lui est parfois donné.
- Typikon : (en grec : τυπικόν, typikon, « suivre l'ordre ») est un rituel contenant les instructions sur l'ordonnancement et les hymnes de l'office divin.
- Tekke : lieu de culte pour les derviches tourneurs comprenant des cellules dans lesquelles les derviches peuvent loger; les tekkes peuvent être considérés comme le pendant soufi des madrassas dispensant un enseignement plus orthodoxe.
- Ulema : théologien, généralement sunnite, de l'islam.
- Xenon : Institution charitable tenant lieu à la fois d’hôpital et d’hospice.

## Galerie

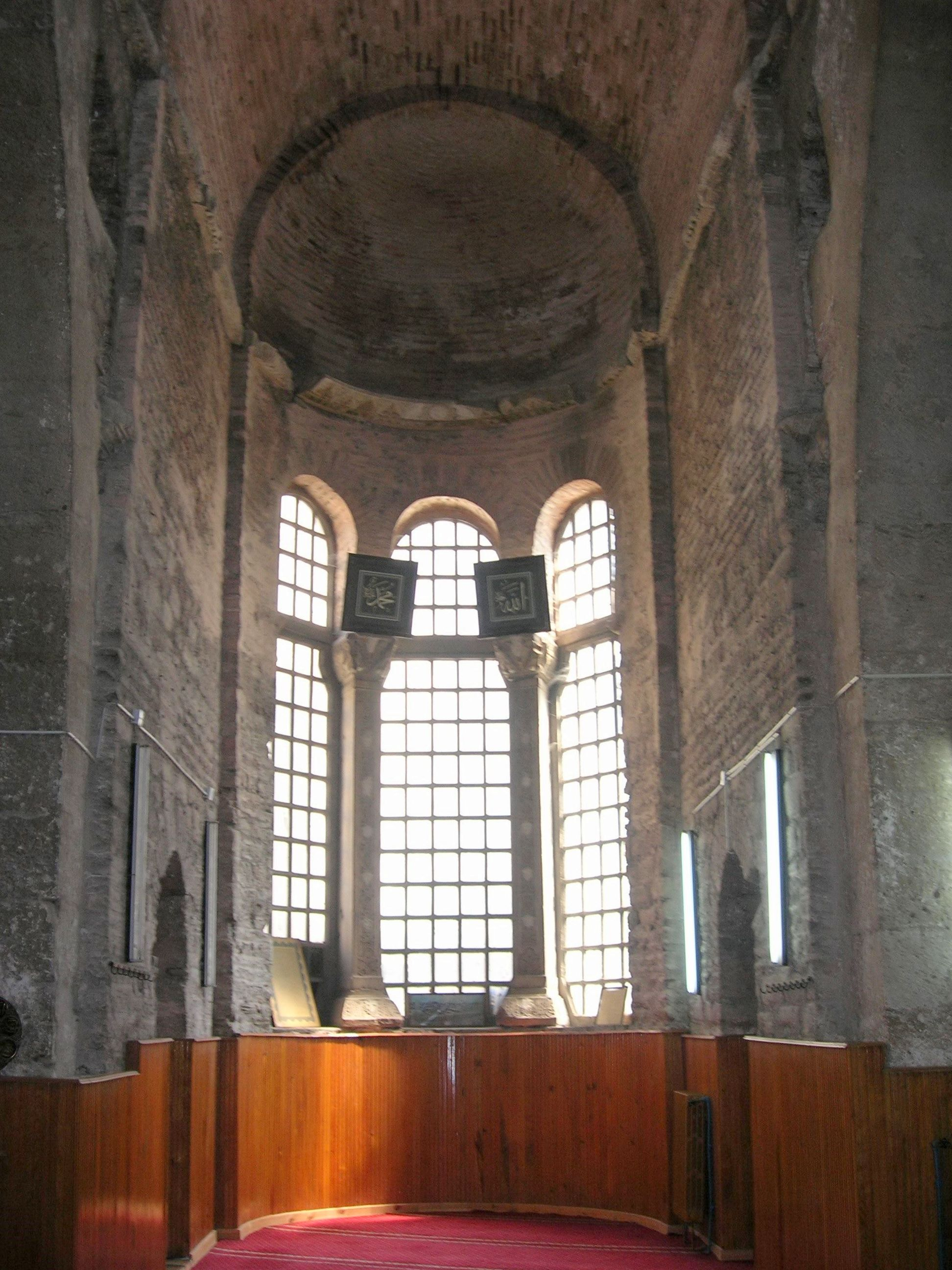
Intérieur de l’église nord
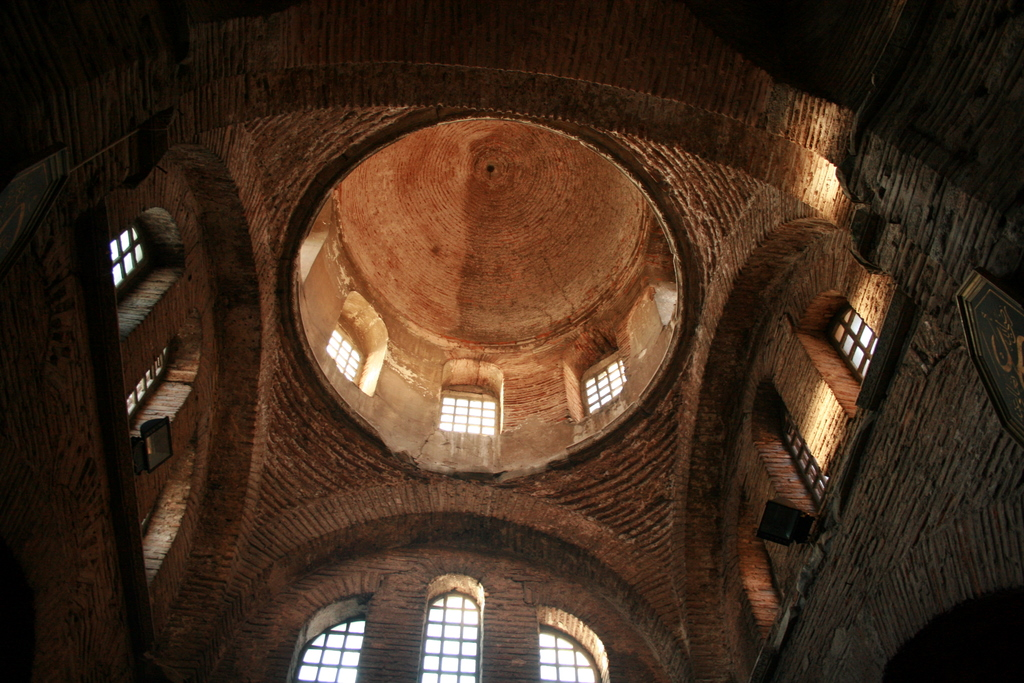
Dôme de l’église nord
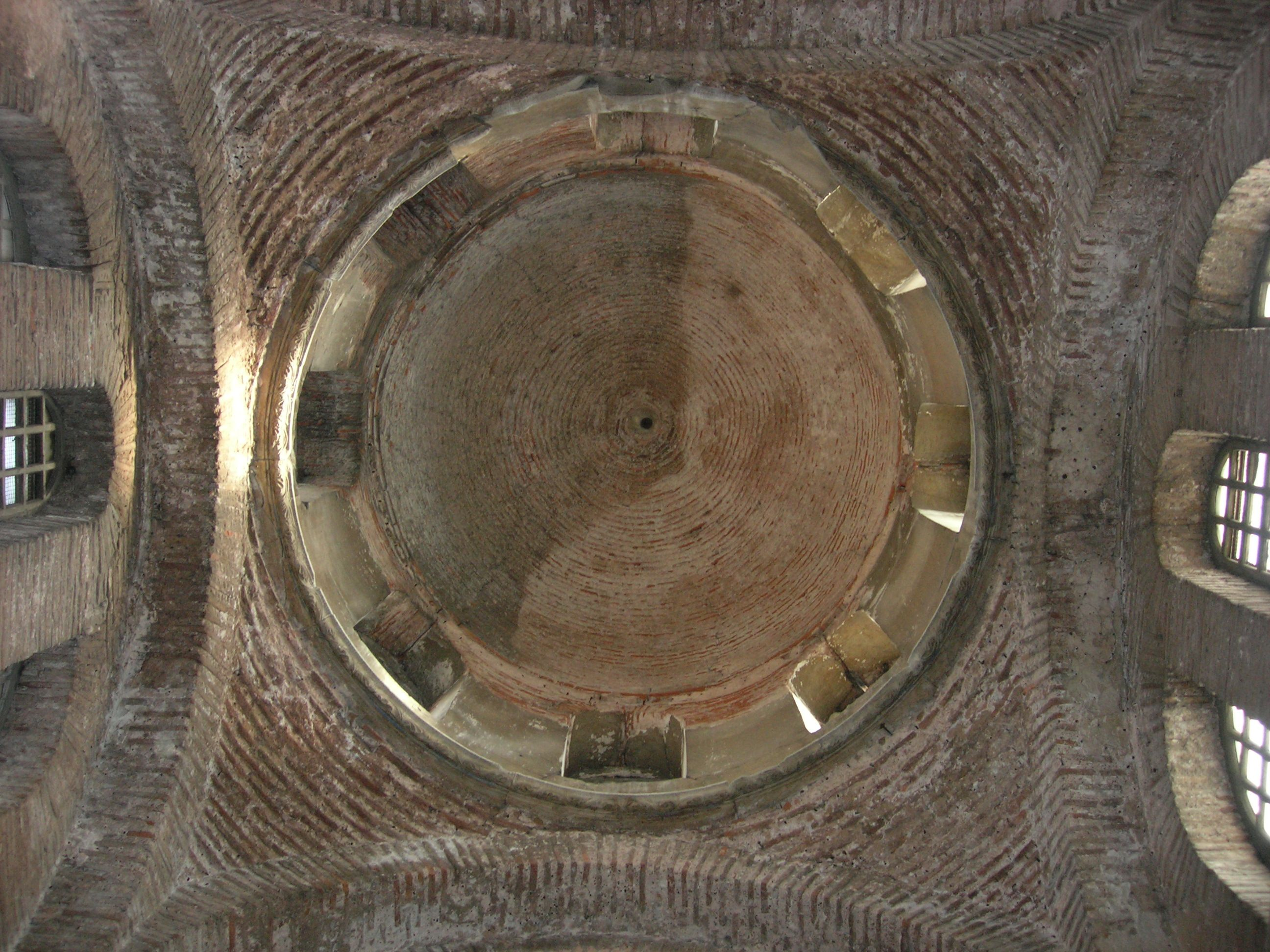
Dôme de l’église Saint-Jean-Baptiste